# Ceanothia essigi
Ceanothia essigi är en insektsart som först beskrevs av Jensen 1957.  Ceanothia essigi ingår i släktet Ceanothia och familjen rundbladloppor. Inga underarter finns listade i Catalogue of Life.